# По закону джунглей
«По закону джунглей» (хинди शिकारी, досл.: «Охотник») — советско-индийский фильм 1991 года. Третья совместная работа режиссёров Латифа Файзиева и Умеша Мехры, до этого первой был фильм «Приключения Али-Бабы и сорока разбойников» 1979 года, и второй фильм «Легенда о любви» 1984 года.

## Сюжет
В индийской деревне живут бедняки: Шанкар и его подруга детства Чанчал зарабатывают на жизнь, выступая на улицах с дрессированным слоном Aпу. В Индию на гастроли приезжает русский цирк, директор которого предлагает Шанкару работу. Между Шанкаром и артисткой цирка Наташей завязывается любовь. Но на их пути встаёт ревность Чанчал и давнего ухажёра Наташи. Неожиданно в их судьбу вмешиваются контрабандисты, которым нужен слон для транспортировки в его клетке наркотиков. Преступники похищают слона, убивая при этом Чанчал, а затем и отца Шанкара. Шанкар будет мстить по закону джунглей…

## В ролях
- Митхун Чакраборти — Шанкар, уличный циркач со слоном
- Ирина Кушнарёва — Наташа, советская артистка цирка
- Махмуд Исмаилов — Махкам, дрессировщик тигров
- Насируддин Шах — Факир
- Варша Усгаонкар — Чанчал, сводная сестра Шанкара
- Мурад Раджабов — Икрам, клоун
- Амриш Пури — Нахар Сингх, босс преступного синдиката
- Амрит Пал — Хари Сингх, бандит
- Гульшан Гровер — Биб «обжора», «мафиози»
- Лиллипут — Боб «коротышка», «мафиози»
- Обид Асомов — директор цирка
- Бахтиёр Ихтияров — Бахтияр-ака, конферансье цирка
- Наиля Ташкенбаева — Надзира, заместитель директора цирка
- Хусан Шарипов — служащий цирка
- Шеркузи Газиев — служащий цирка
- Вахаб Абдуллаев — сторож цирка
- Ачьют Потдар — Раджа, брат Нахара
- Гаухар Закирова — медсестра
- Джамал Хашимов — бандит
- Банти — Шанкар в детстве
- Дара Сингх — отец Шанкара
- Анджана Мумтаз — мать Шанкара

Также в ролях-камео дрессировщики: Анатолий Корнилов, Нина Корнилова, Николай Павленко, Валентина Симонова, Марина Аврамова.